# Friuli Grave Riesling superiore
Il Friuli Grave Riesling superiore è un vino DOC la cui produzione è consentita nelle province di Pordenone e Udine.

## Caratteristiche organolettiche
- colore: paglierino più o meno intenso.
- odore: leggermente aromatico.
- sapore: secco.

## Produzione
Provincia, stagione, volume in ettolitri
- nessun dato disponibile